# Luan Peres
Luan Peres Petroni, más conocido como Luan Peres, (São Paulo, 19 de julio de 1994) es un futbolista brasileño. Juega de defensa y su equipo es el Santos F. C. del Campeonato Brasileño de Serie A.

## Clubes
| Club                       | País    | Año       |
| -------------------------- | ------- | --------- |
| Associação Portuguesa      | Brasil  | 2014-2016 |
| Santa Cruz F. C.           | Brasil  | 2016      |
| Red Bull Brasil            | Brasil  | 2017      |
| Ituano F. C.               | Brasil  | 2017-2018 |
| A. A. Ponte Preta (cedido) | Brasil  | 2017-2018 |
| Fluminense F. C. (cedido)  | Brasil  | 2018      |
| Club Brujas                | Bélgica | 2018-2021 |
| Santos F. C. (cedido)      | Brasil  | 2019-2021 |
| Santos F. C.               | Brasil  | 2021      |
| Olympique de Marsella      | Francia | 2021-2022 |
| Fenerbahçe S. K.           | Turquía | 2022-2024 |
| Santos F. C.               | Brasil  | 2024-     |

## Palmarés

### Títulos nacionales
| Título               | Club             | País    | Año  |
| -------------------- | ---------------- | ------- | ---- |
| Supercopa de Bélgica | Club Brujas      | Bélgica | 2018 |
| Copa de Turquía      | Fenerbahçe S. K. | Turquía | 2023 |